# Tektonik (Archivwesen)
Mit Tektonik wird im Archivwesen die hierarchische Gliederung innerhalb eines Archivs in Gruppen, Abteilungen oder Sammlungen bezeichnet.
Innerhalb der Bestände- oder Bestandsgliederung eines Archivs erfolgt die Einordnung der Bestände.
Die Einordnung der Bestände erfolgt in der Regel in einer ersten Stufe nach zeitlichen Zäsuren sowie nach den Provenienzen.
Sachthematische Gliederungen werden vor allem innerhalb des Bereiches der Sammlungen vorgenommen.
Als Findmittel ermöglicht die Tektonik den ersten systematischen Zugang zu den einzelnen untergliederten Beständen mit der Hilfe von  Findbüchern und damit letztlich zum zu ermittelnden Archivgut und den darin enthaltenen relevanten Informationen.